# ريتشارد هاو (إيرل هاو)
ريتشارد هاو (بالإنجليزية: Richard Howe, 1st Earl Howe)‏‏ (8 مارس 1726 في لندن - 5 أغسطس 1799 في لندن) عسكري، وسياسي من مملكة بريطانيا العظمى.

## الجوائز
- فرسان الرباط

## روابط خارجية
- ريتشارد هاو على موقع الموسوعة البريطانية (الإنجليزية)
- ريتشارد هاو على موقع إن إن دي بي (الإنجليزية)